# Storyline-Methode
Die Storyline-Methode  ist ein handlungsorientierter Unterrichtsansatz, schwerpunktmäßig für die Grundschule und die Sekundarstufe I. Im Mittelpunkt des – meistens fächerübergreifenden – Unterrichts steht die praktische und kreative Eigenaktivität der Schüler. Die Schüler schaffen im Unterricht ihre eigene bedeutungsvolle Realität in Form von Bildern, Modellen, Texten, technischen Zeichnungen, Zeittafeln, Arbeitsplänen usw. Durch die Auseinandersetzung mit diesen Repräsentationen erwerben sie aktiv Kenntnisse und Fähigkeiten.
Storyline-Unterricht behandelt ein für die Schüler wichtiges Thema, zu dem sie Ideen und Erfahrungen aus ihrer Lebenswelt mitbringen. Das Thema wird wie eine Geschichte in Kapitel eingeteilt. Die Schüler nähern sich dem Thema meistens, indem sie etwas herstellen: Modelle, an denen sie Zusammenhänge entdecken, die ihnen vorher nicht bekannt waren. Diese Modelle sollen nicht nur plausibel und logisch sein, sondern möglichst auch ästhetisch ansprechend. Daher wird häufig das kreative Tun der Schüler – Zeichnen, Malen, Musizieren, Pantomime usw. – in den Unterricht integriert. Gleichzeitig werden bei fast jedem Arbeitsschritt die wichtigsten Kulturtechniken geübt und vertieft. Am Beginn der Auseinandersetzung mit einem Thema stehen also die Ideen, Erfahrungen, Vorstellungen und Vermutungen der Schüler, nicht die Belehrung durch die Lehrkraft oder durch Medien. Lebenswelt und Erfahrungshintergrund der Schüler werden ernst genommen und bilden das Ausgangsmaterial für das selbstständige Lernen. Gegenseitiger Respekt ist die von den Lehrern gelebte und von den Schülern gleichermaßen eingeforderte Grundhaltung dieses pädagogischen Ansatzes.
Hinter jeder Unterrichtseinheit, die sich über mehrere Wochen erstrecken kann, steht eine Geschichte, eine Story, die über einen längeren Zeitraum Schritt für Schritt weiterentwickelt wird. Der Unterricht folgt also einem roten Faden, einer Linie, daher der Name Story-Line. Jeder Schritt entlang dieses Handlungsstranges beginnt mit einer sogenannten Schlüsselfrage. Das sind keine Wissensfragen, auf die es eine einfache richtige oder falsche Antwort gibt; Schlüsselfragen lassen sich vielmehr nur durch Überlegen, Ausprobieren oder Entdecken von Zusammenhängen beantworten. Es wird beispielsweise nicht gefragt, wo Pinguine leben, sondern es wird gefragt, wie der Organismus eines Pinguins beschaffen sein muss, damit er in einer unwirtlichen Region überleben kann. Indem die Schüler solche Frage vor ihrem derzeitigen Wissenshintergrund beantworten, schaffen  sich ein eigenes Bild der Realität, das sie dann anschließend mit dem aus Fachbüchern, Lexika, dem Internet oder von der Lehrkraft abrufbaren Wissen vergleichen. Unterricht nach der Storyline-Methode entspricht insofern am ehesten dem systemisch-konstruktivistischen Lernverständnis (s. Konstruktivistische Didaktik).
Der Storyline-Ansatz wurde in den 1960er-Jahren am Jordanhill College of Education, (heute Universität Strathclyde) in Glasgow entwickelt und wird mittlerweile in mehr als 30 Ländern angewandt. Pioniere waren Steve Bell, Sallie Harkness und Fred Rendell, die diese Unterrichtsform und das ihr zugrunde liegende Verständnis in Kooperation mit zahlreichen pädagogischen Praktikern erarbeiteten und weiter entwickelten. Der Storyline-Ansatz ist insbesondere in den skandinavischen Ländern weit verbreitet. Er wurde von der European Association for Educational Design (EED) weiter vorangetrieben. Die ersten beiden von der EED organisierten internationalen Konferenzen zur Storyline-Methode fanden 2000 und 2003 in Dänemark statt. Die dritte internationale Konferenz wurde Ende Oktober 2006 in Glasgow durchgeführt, die vierte 2009 in Oregon, USA. Da der Storyline-Ansatz inzwischen auch außerhalb Europas Anwendung findet, wurde die EED auf dieser Konferenz in "Storyline International" umbenannt.